# 어금니개구리
어금니개구리(학명: Adelotus brevis)는 거북개구리과에 속하는 오스트레일리아 동해안 지역의 토종 개구리 가운데 하나이다. 속명인 아델로투스(Adelotus)는 '보이지 않는'이란 뜻이고 종명 브레비스(brevis)는 '짧은'이라는 뜻이다. 아래턱에 엄니를 연상시키는 돌기가 있어 어금니개구리라는 이름이 붙었다. 돌기는 암컷과 수컷 모두에게 있으며, 수컷은 5cm까지 자라며 평균 4cm인 암컷보다 덩치가 더 크다.